# District du Centre (Ljubljana)
Cet article concerne le district de la municipalité de Ljubljana. Pour la subdivision administrative de la Grande Colombie, voir District de Nouvelle-Grenade.
Le district du centre est l'un des 17 districts de la municipalité de Ljubljana. Le district s'étend sur les deux rives de la Ljubljanica, depuis le parc Tivoli, à l'ouest, jusqu'au canal Gruber, à la limite de la colline boisée de Golovec qui couvre le flanc sud-est de la ville. Sa superficie est de 507 hectares.
Les monuments les plus connus de la ville se trouvent dans ce district : sur la rive droite, la colline du château avec le château de Ljubljana à son sommet et, à son pied, la cathédrale Saint-Nicolas, l'Hôtel de ville, la maison Souvan et la fontaine Robba ; sur la rive gauche, l'église de l'Annonciation, la place du Congrès et les monuments qui l'entourent, les vestiges de l'Emona romaine ; et, reliant les deux rives, le Triple Pont (Tromostovje).

## Vue d'ensemble

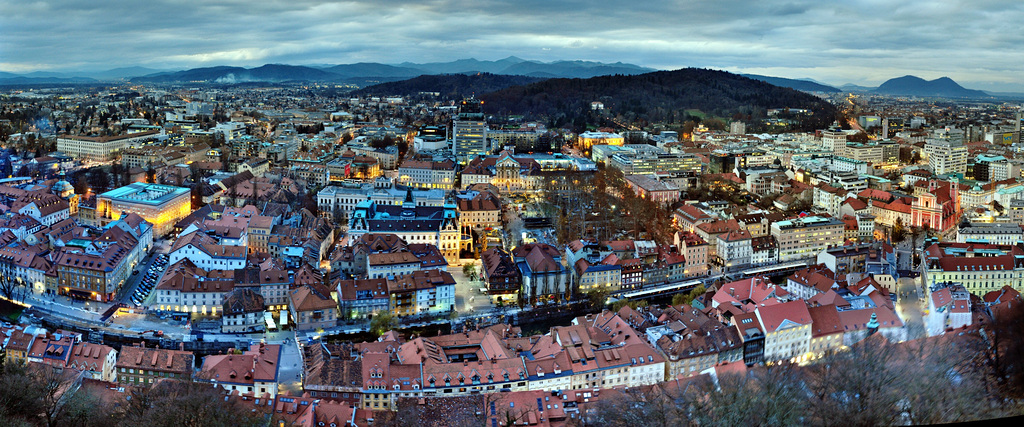
Vue de nuit du district du Centre

## Histoire

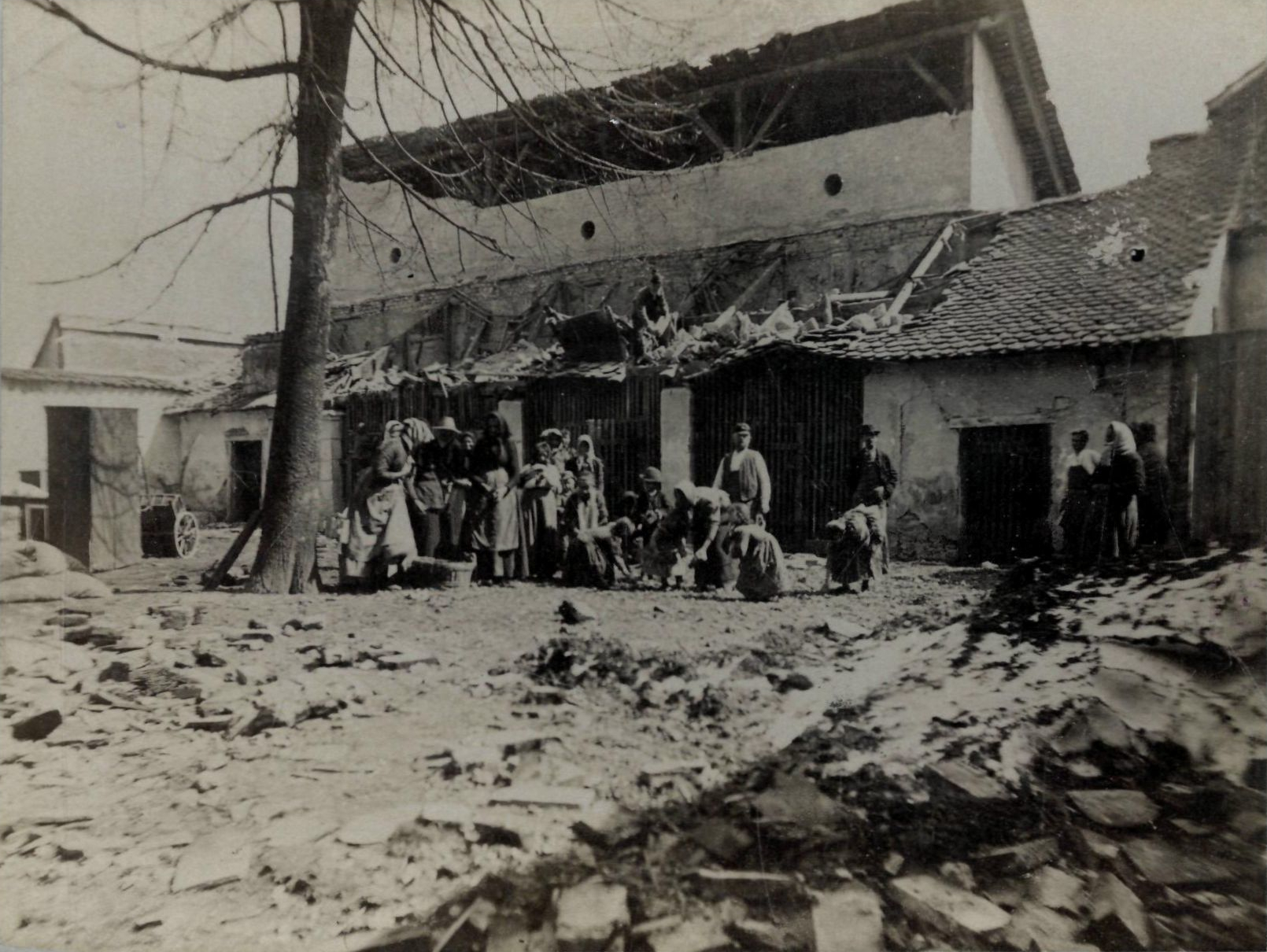
Séisme du 14 avril 1895 à Ljubljana. Photo de Wilhelm Helfer
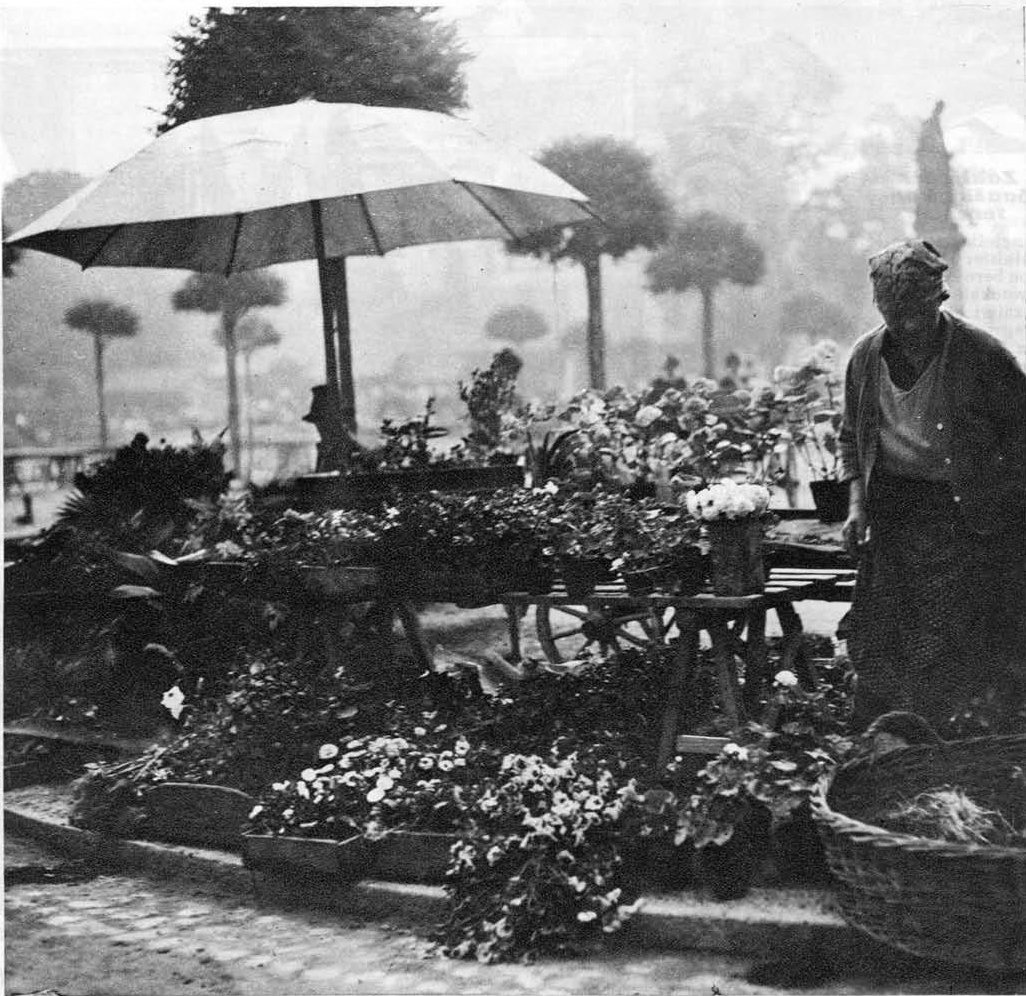
Vendeuse de fleurs, 1929
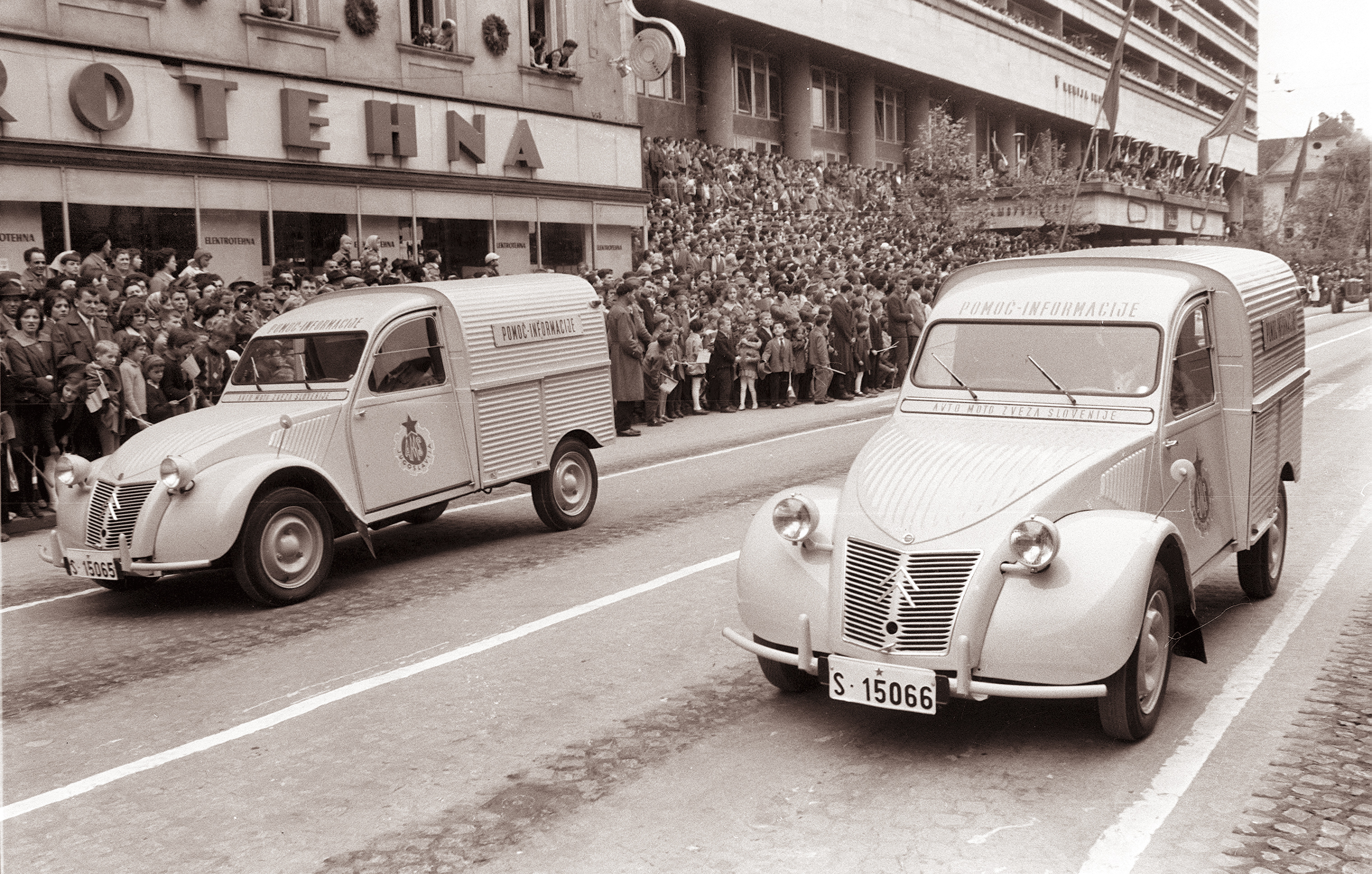
Célébration du 1er mai en 1961
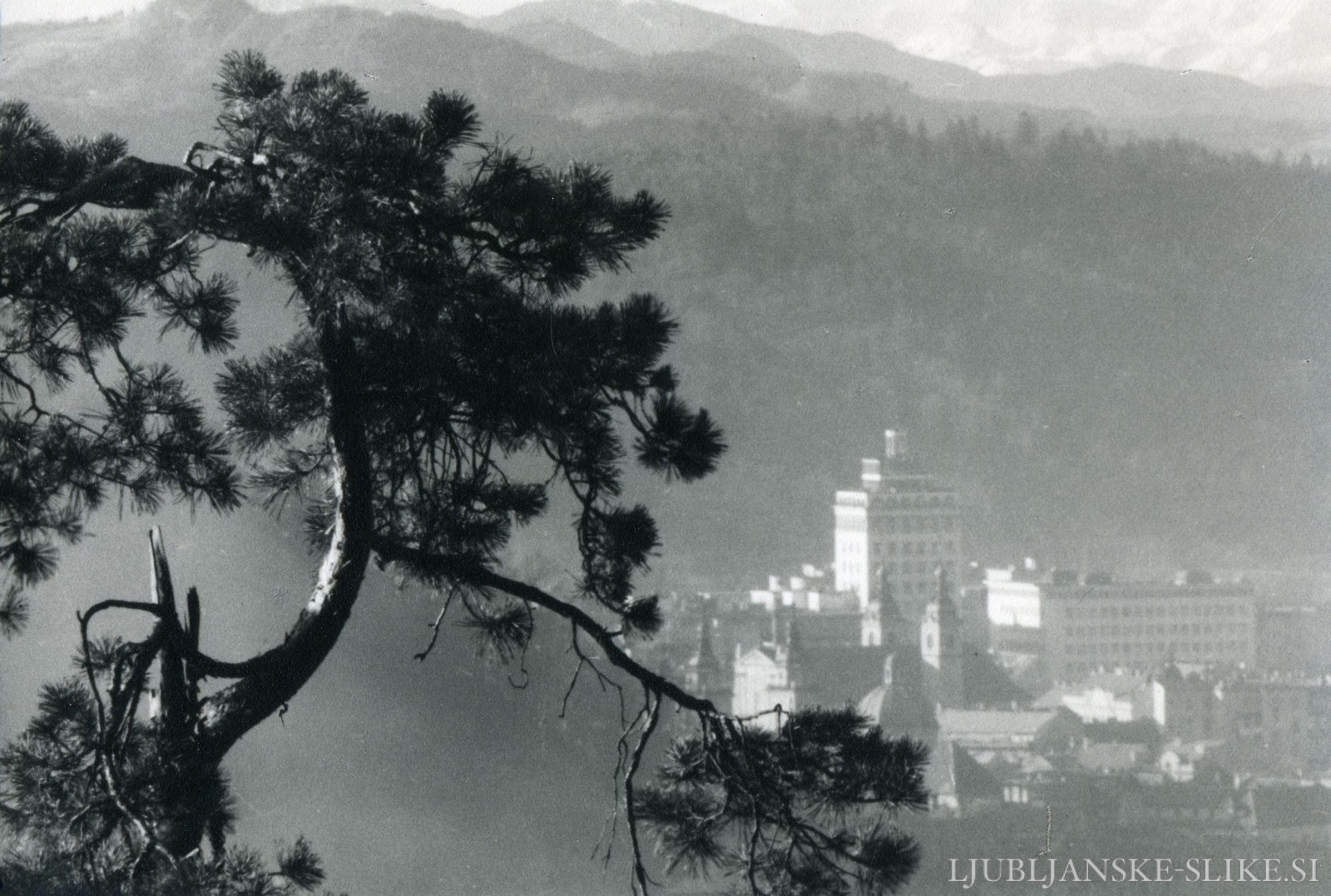
Le centre vu depuis la colline du château de Ljubljana. Photo de Fran Krašovec